# Stoommotorfiets

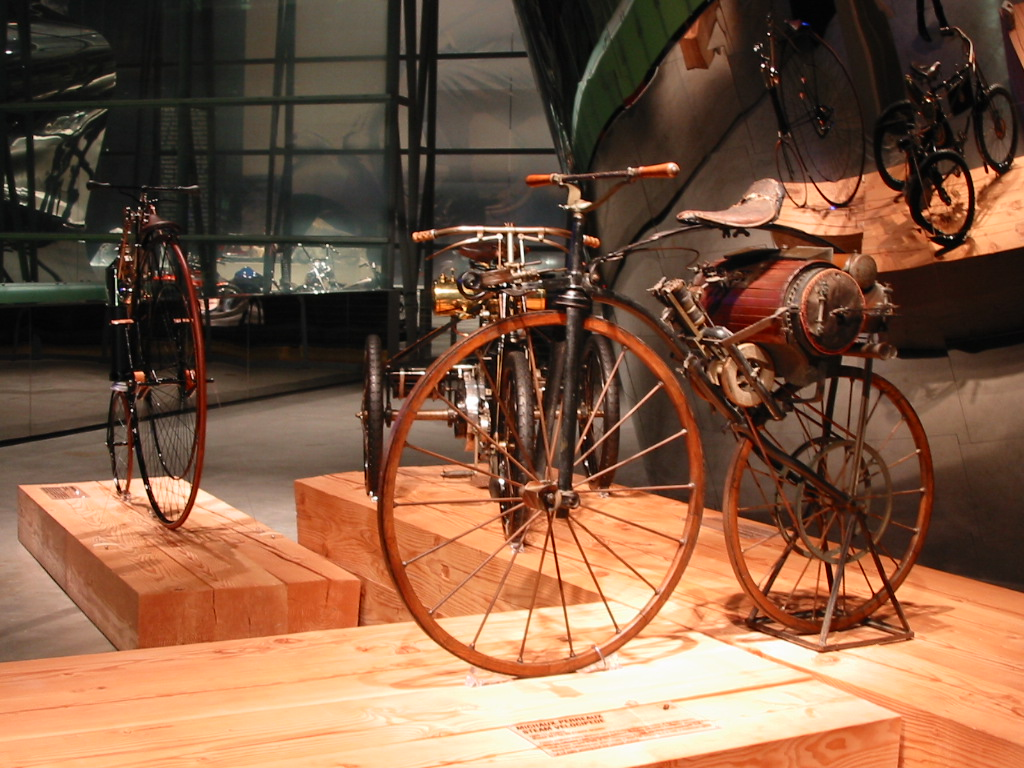
Michaux-Perraux-stoomvelocipede uit 1869

Een stoommotorfiets is een tweewielig voertuig dat wordt voortbewogen door een stoommachine. 
Stoommotorfietsen werden aan het einde van de 19e eeuw en het begin van de 20e eeuw gebouwd door verschillende fabrikanten, zoals Langford, Michaux, Roper, Copeland en Hildebrand. De Amerikanen hielden veel langer vast aan de stoommachine als krachtbron, terwijl in Europa aan het einde van de negentiende eeuw ook de inwendige verbrandingsmotoren al opkwamen.
Door de relatief zware stoommachine, het zeer beperkte vermogen, de slechte handelbaarheid en de ingewikkelde bediening waren geen van deze machines succesvol. Ze werden dan ook niet of nauwelijks verkocht, maar alleen gebruikt in demonstraties en als circusact.

## Vélocipèdraisiavaporianna

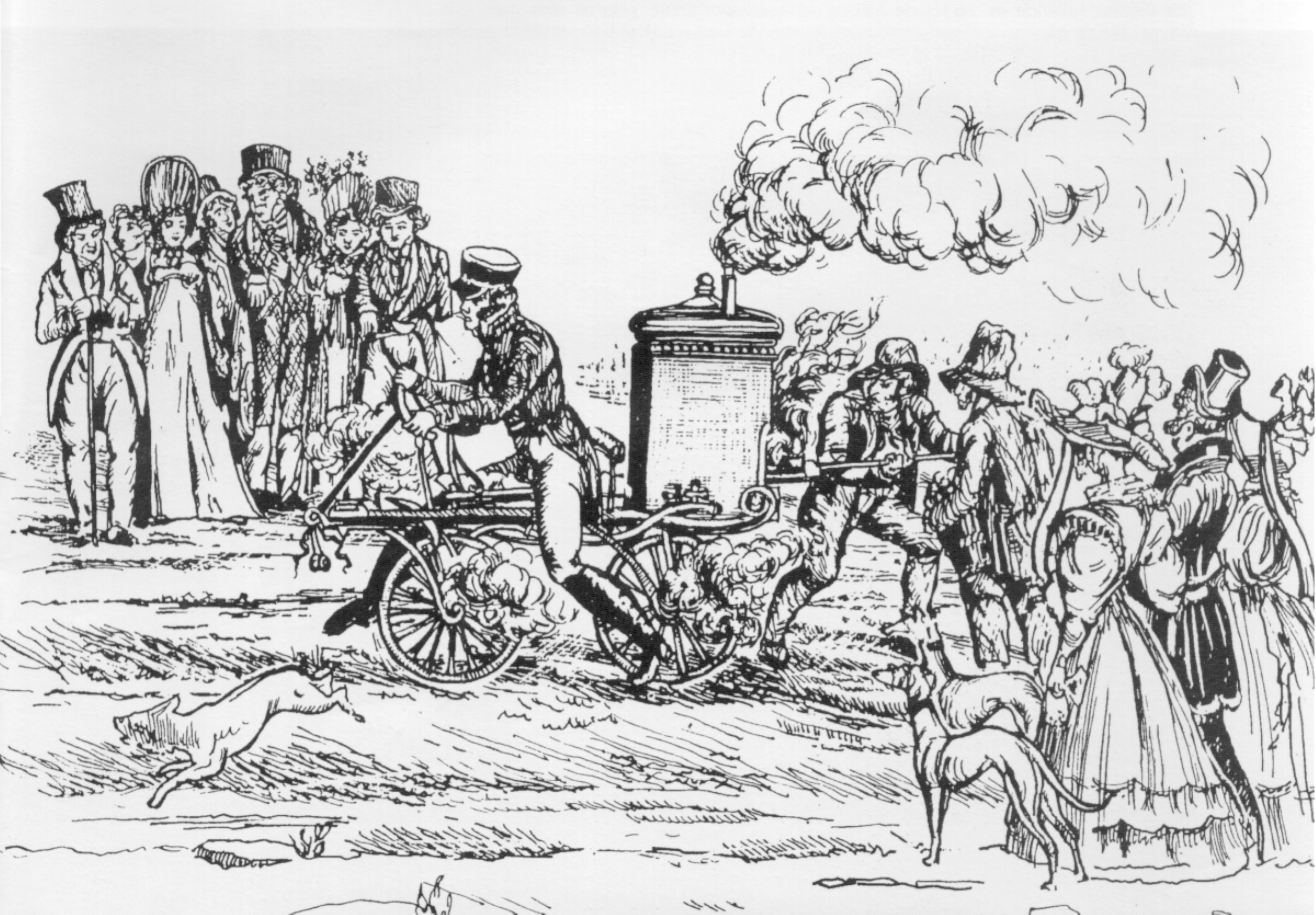
Vélocipèdraisiavaporianna

De Vélocipèdraisiavaporianna is een stoom-aangedreven fiets die voorkomt op een tekening uit 1818 van een onbekende tekenaar.
De naam is een samenvoeging van Vélocipède, draisine, vapeur (stoom) en Marianne, (het symbool voor Frankrijk).
Of deze machine werkelijk gereden heeft is niet bekend, maar zeker niet waarschijnlijk. Op de tekening is te zien dat de ketel van buitenaf gestookt wordt, waardoor er dus geen grote actieradius kan zijn geweest. Bovendien ontbreken uitgebreide bedieningselementen, bijvoorbeeld om de snelheid te regelen en is het aandrijfsysteem (handig?) verborgen omdat beiden wielen in rook gehuld zijn. 
|  |